# Kerka (Maďarsko)

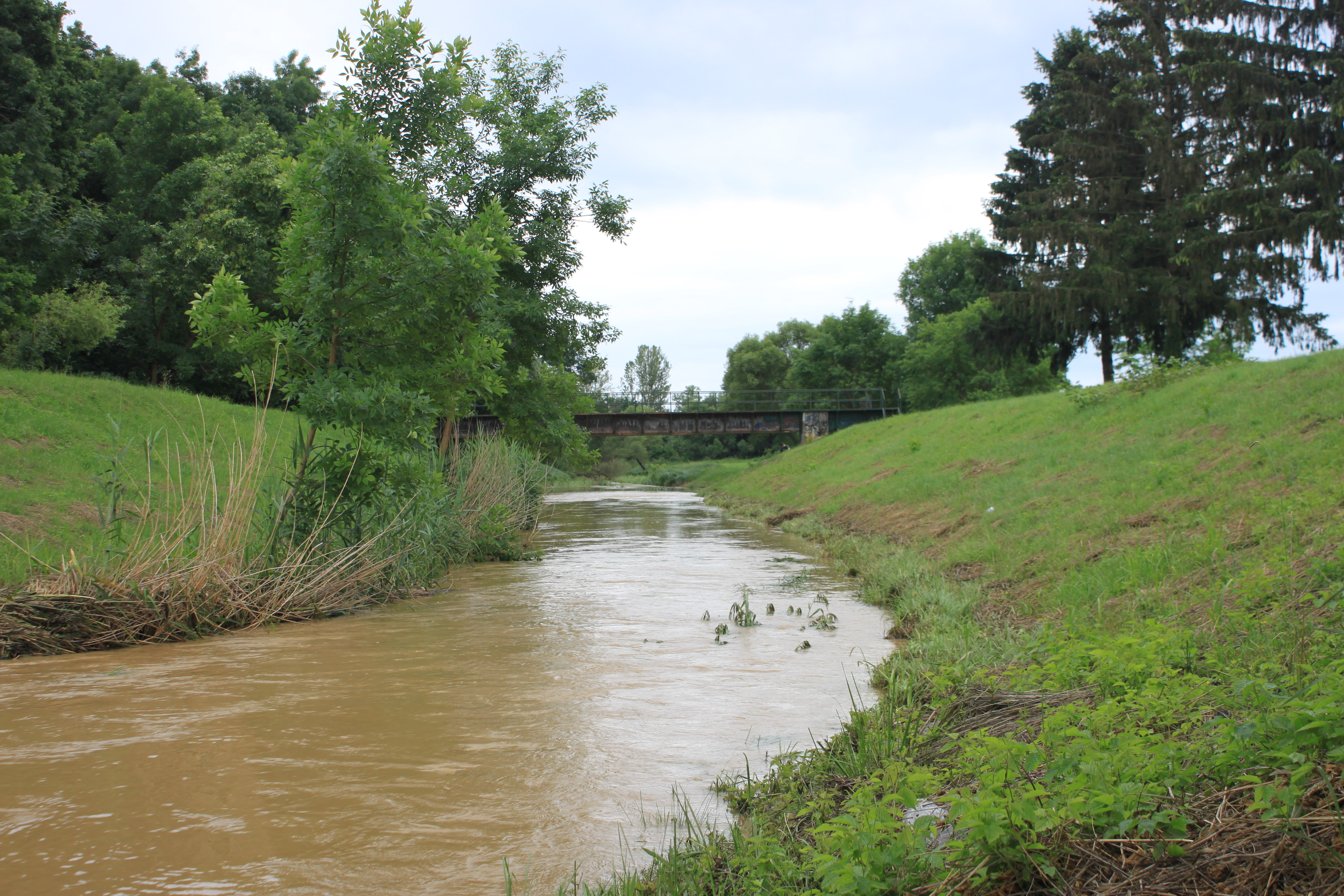
Kerka s vyšší hladinou vody východně od Lenti

Kerka (slovinsky Velika Krka) je řeka v jihozápadním Maďarsku. Je zhruba 60 km dlouhá. Rozloha povodí je 1762 km2.

## Popis
Pramení ve Slovinsku, téměř na hranici s Maďarskem, nedaleko od obce Čepinci, v nadmořské výšce asi 345 m. Odtud řeka teče směrem na východ a po 13 km vtéká na maďarské území. V Maďarsku protéká třemi okresy – Őriszentpéter, Lenti a Letenye. U města Lenti stáčí svůj tok směrem na jih a zhruba po 22 kilometrech u vesnice Muraszemenye, při hranici s Chorvatskem, v nadmořské výšce cca 147 m, se vlévá do řeky Ledavy.

## Přítoky
Do říčky se vlévá větší množství přítoků, z nichž mnohé jsou beze jména. Větší přítoky jsou následující:
- Krka – zprava
- Adrijanski potok – zprava
- Peskovski potok – zprava
- Dolenski potok – zleva
- Kerca – zprava
- Bajánházi-patak – zleva
- Csesztregi Kerka – zprava
- Cupi-patak – zleva
- Falu-patak – zprava
- Liponyak-patak – zprava
- Cserta – zleva
- Dobri-patak – zleva

## Obce podél řeky
Na svém toku řeka Kerka protéká mnoha obcemi.
Ve Slovinsku to jsou obce (v závorkách jsou uvedena jména obcí v maďarštině): Čepinci (Kerkafő), Markovci (Marokrét), Šalovci (Sal), Hodoš (Őrihodos) a Krplivnik (Kapornak).
V Maďarsku to jsou obce: Bajánsenye, Kerkáskápolna, Magyarföld, Ramocsa, Kerkafalva, Kerkakutas, Felsőszenterzsébet, Alsószenterzsébet, Kerkaújfalu, Csesztreg, Zalabaksa, Kerkabarabás, Lenti (městské části Bárszentmihályfa, Lentikápolna, Bárhely, Mumor, Lentiszombathely, Máhomfa), Kerkateskánd, Szécsisziget, Tormafölde, Lovászi, Dobri, Tornyiszentmiklós, Kerkaszentkirály a Muraszemenye.